# Titus Gheorghe Ionescu
Titus Gheorghe Ionescu (n. secolul al XX-lea – d. secolul al XX-lea) a fost un pilot român de aviație, as al Aviației Române din cel de-al Doilea Război Mondial.
Sublocotenentul av. Titus Gheorghe Ionescu a fost decorat cu Ordinul „Virtutea Aeronautică” de Război cu spade, clasa Crucea de Aur cu 1 baretă (28 noiembrie 1941) pentru că „a executat 72 misiuni la inamic, dovedindu-se a fi un pilot cu calități excepționale și foarte bun șef de patrulă. A condus patrula în atacurile A. c. A. inamic și a trupelor terestre, obținând rezultate frumoase”.

## Decorații
- Ordinul „Virtutea Aeronautică” de Război cu spade, clasa Crucea de Aur cu 1 baretă (28 noiembrie 1941)[1]